# Hard labeur (roman)
Hard labeur is een roman uit 1904 van de Vlaamse schrijver Reimond Stijns.

## Inhoud
Omstreeks 1880. Boer Speeltie komt vanuit Frankrijk naar een dorp waar de industrialisering nog niet is doorgedrongen, in het zuiden van Vlaanderen, tegen de grens met Frankrijk. Hij trouwt met Mie, een jonge vrouw die sinds de dood van haar ouders in haar eentje op een gepachte hoeve werkt. Hij spiegelt haar voor dat ze na enkele jaren een eigen hoeve zullen kunnen kopen. Hij wil geen pottenkijkers, ook niet haar oom Tist. Boer Speeltie en Mie krijgen vier kinderen: Wanne, Lize, Mitie en So. Allemaal moeten ze hard werken en in povere omstandigheden leven. Boer Speeltie gedraagt zich ruw en gewelddadig.

## Verfilming
In 1985 verfilmde Vincent Rouffaer het boek voor de BRT. Jo De Meyere speelde boer Speeltie.